# Los Abandoned
Los Abandoned fue un grupo de rock alternativo de Los Ángeles, California. Compuestos por cuatro Lady P., Don Verde, Dulce y Vira Lata, tres de ellos latinoamericanos y uno judioamericano, el grupo componía sus canciones en español, inglés o en la mezcla de ambas lenguas conocida como Spanglish. Los Abandoned se convirtieron en una banda aclamada por los críticos y el público hasta que se separaron en 2007.

## Historia
La historia de Los Abandoned comienza cuando, después de la difícil separación de los grupos musicales a los que pertenecían anteriormente, Lady P. y Don Verde formaron una amistad personal y profesional. Deseando enfocar la frustración por el fracaso de sus anteriores proyectos en algo constructivo, el dúo comenzó a trabajar en el estudio de Don Verde donde grabaron sus primeras canciones y que fueron dadas a conocer en una cinta demo sacada a la venta en 2002.
Con su trabajo dado a conocer al público el dúo se puso a buscar a nuevos músicos talentosos que les permitieran tocar su música en vivo, así incorporaron a Vira Lata y a Dulce quienes completaron el grupo. Con una larga gira de conciertos Los Abandoned captaron la atención tanto del público como de los medios locales y al ser presentados por medios californianos tan diversos como el LA Times, el LA Weekly o el programa televisivo de música y cultura bilingüe LATV Live acabaron de juntar a un leal grupo de fanáticos.
Con la fama que el grupo obtuvo continuaron su serie de conciertos los subsecuentes años compartiendo cartel con artistas como Café Tacuba, Julieta Venegas, Molotov, Aterciopelados, Calexico, Tegan and Sara y Garbage. También participaron en el festival South by Southwest en Austin, Texas y en el festival Vive Latino en la Ciudad de México con lo cual se presentaron por primera vez fuera de los Estados Unidos. También recibieron la oportunidad de abrir un concierto de la Bridge School Benefit en cuyo cartel se incluían artistas de la talla de Paul McCartney, los Red Hot Chili Peppers y Neil Young.
Tras una larga promoción Los Abandoned finalmente consiguieron firmar con una compañía discográfica, Vapor Records, con la cual sacaron un nuevo disco titulado Mix Tape en 2006. Este sería lamentablemente su último trabajo pues el 5 de octubre de 2007 la banda anunció su separación a través de un comunicado en su página web, su último concierto se celebró de manera gratuita el 7 de octubre en La Brea Tarpits como parte del festival Tarfest.
De acuerdo al crítico Gustavo Arellano Los Abandoned la experiencia latina posmoderna mejor que cualquier otra banda en la historia."

## Discografía

### Demotape (2002)
Esta primera cinta fue grabada únicamente por Lady P. y Don Verde y se compone de cinco canciones grabadas en el estudio de este último que representan las primeras creaciones del grupo, siendo una edición limitada que nunca fue patrocinada por ninguna discográfica el disco agotó sus existencias aun antes de que la banda se separara y no ha sido reeditado siendo un clásico de culto para los seguidores del grupo.
inclluye:
- Stalk U
- Thais
- Ojos
- Electricidad
- Me quieren en Chile

### Self-Titled EP (2004)
Estrenado en 2004, y ahora con la participación de todo el grupo, se trata de la continuación del primer disco, fue igualmente estrenado de manera independiente e incluye dos de los más grandes éxitos del grupo Van Nuys y Panic Oh!, así como un cover que la banda hizo a una canción de Selena.
- Van Nuys (es very nice)
- Blindness
- Como la flor
- Live + Direct
- Panic-Oh!
- Speedial (tema escondido)

### Office Xmas Party (2005)
Esta fue una edición para coleccionistas que fue estrenada en 2005 con el limitado número de 250 copias todas en Disco de vinilo blanco de 7 pulgadas, el lado A presentó una canción inédita, Office Christmas Party y el lado B Electricidad de su primer disco. Cada copia de esta edición fue numerada a mano.
- Office xmas party
- Electricidad

### Mix Tape (2006)
Después de firmar con Vapor Records Los Abandoned estrenaron en 2006 el que sería su único álbum de la banda, el disco fue producido por David Trumfio y se definía como "el pasado, presente y futuro de la banda". Entre sus canciones se encontraban sus mayores éxitos del pasado, así como una variedad de nuevas canciones de modo que tanto los viejos como los nuevos fanes pudieran tener una sólida base que les mostraran de que se trataban Los Abandoned, la web especializada en música All Music definé el álbum simplemente como Brillante.
- Stalk U
- A la mode
- Conquistarte bien
- Van Nuys (es very nice)
- Nada mío es fake
- Office christmas party
- Panic-Oh!
- Heavy
- Pantalón
- Me quieren en Chile
- State of affairs

Aparte de las 11 canciones del disco, al descargarlo por Itunes se incluían dos canciones más, Electricidad y Blindness originalmente presentadas en sus primeros dos demos, igualmente existieron versiones acústicas de las canciones que solo se vendieron en la desaparecida tienda digital de Sony Sony Connect y que hoy en día son consideradas unas rarezas.

## Miembros
Los dos miembros fundadores fueron Pilar Díaz (Lady P.) estadounidense de origen chileno quien fue la cantante principal del grupo y además tocaba el Ukulele el teclado y la guitarra, junto a su compañero Don Verde, guitarrista principal, fueron los encargados de componer la mayor parte de la música del grupo. el judioamericano Vira Lata fue el bajista del grupo, y Dulce, la última en unírseles, tocaba la batería.